# ジャン＝ジャック・シャトラン
ジャン＝ジャック・シャトラン（Jean-Jacques Châtelain、1736年2月15日 - 1822年3月2日）はスイスの植物学者、政治家である。

## 生涯
ベルンに生まれた。父親はベルンの議会の議員などを務めた。バーゼル大学で医学と生物学を学んだ。ランに関する研究で学位を得た。有名な生物学者アルブレヒト・フォン・ハラーに協力した。パリやモンペリエで学んだ後、スイスのラ・ヌーヴヴィルに移った。1789年から1798年と1814年から1817年の間、ラ・ヌーヴヴィルの市長を務めた。
植物学の分野ではラン科コラロリザ属（Corallorhiza ）のチョウセンラン（Corallorhiza trifida）を記載したことなどで知られる。1760年に薬草の採集を目的にアルプスを旅行し採集した標本はパリ自然史博物館に保存されている。

## 著作
- Jean Jacques Chatelain. 1760. Specimen inaugurale de corallorhiza [...] Editor Typ. J.H. Deckeri, 15 pp